# Relaciones Alemania-Chile
Relaciones Alemania - Chile o relaciones germano-chilenas, hace referencia a las relaciones internacionales entre la República Federal de Alemania y la República de Chile.

## Historia

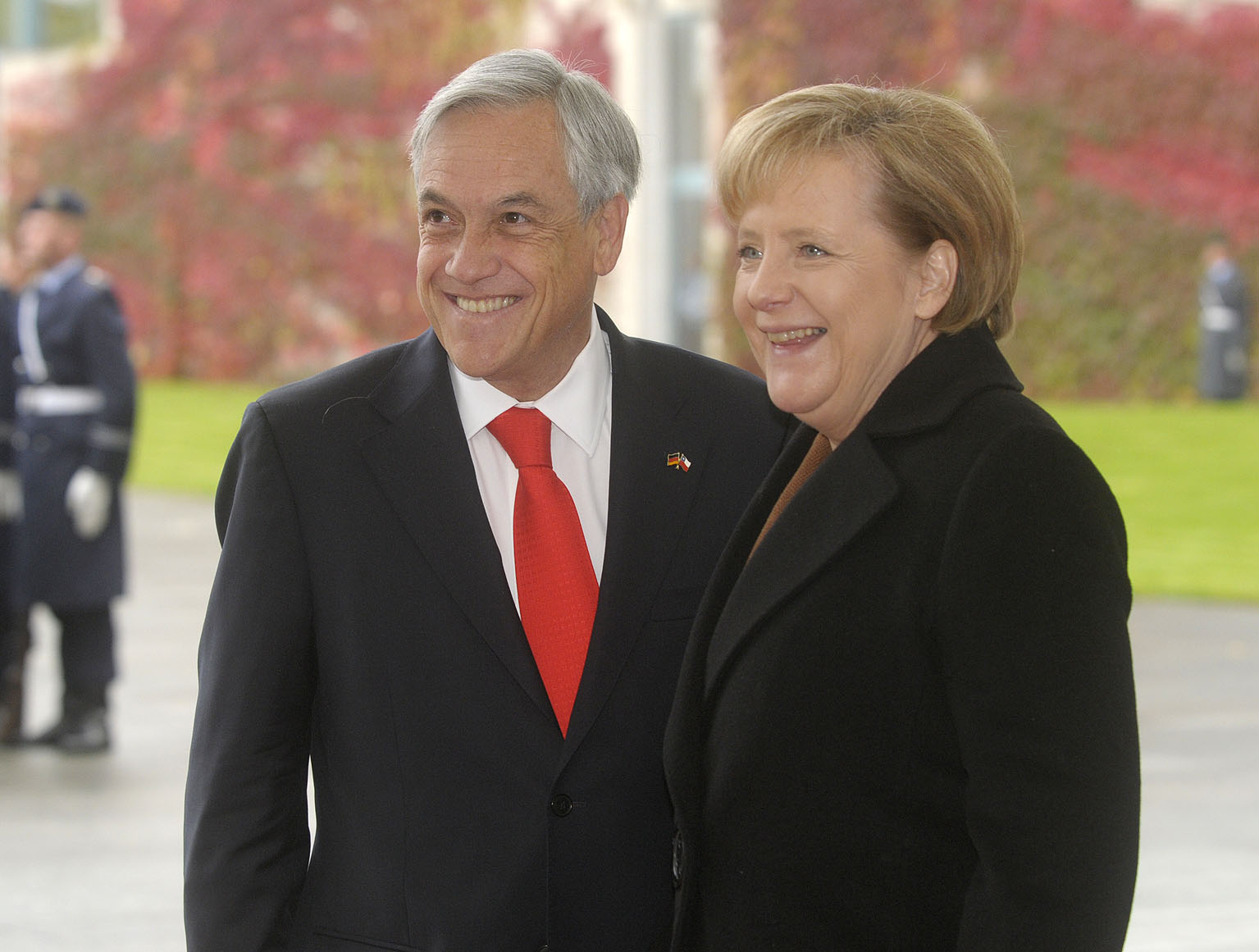
La Canciller alemana, Angela Merkel, junto al Presidente chileno, Sebastián Piñera en octubre de 2010.

A pesar de encontrarse separados por 12.300 kilómetros de distancia y sin haber ejercido ningún tipo de dominio soberano de un territorio en el otro, ambos países han mantenido una estrecha relación a lo largo de la historia, consolidada en sus inicios tras la masiva inmigración alemana en Chile que se produjo a partir del siglo XIX a través de la denominada "Ley de Inmigración Selectiva", promulgada por el Gobierno chileno en 1845, la que permitió el arribo de miles de familias alemanas que cumplieran con ciertos requisitos y capacidades para lograr el objetivo de colonizar algunas zonas del sur del país, asentándose  principalmente entre las regiones de Los Ríos y Los Lagos. Como consecuencia de esto, fue creado uno de los vínculos más fuertes e influyentes de los alemanes en América Latina, manifestado en diferentes ámbitos, como por ejemplo, han sido arraigados elementos de la cultura alemana en la cultura chilena y la presencia de sus descendientes en la demografía chilena hasta la actualidad, algunos de ellos han sido personajes notables que han hecho un relevante aporte a la sociedad chilena en materias como política, economía, ciencias, fuerzas armadas, deportes, artes, etc.
Luego del triunfo chileno en la Guerra del Pacífico, el Ejército de Chile fue modernizado siguiendo el modelo militar prusiano, para ello, fue contratado el coronel alemán Emilio Körner, quien llevó a cabo todo el proceso de prusianización desde el año 1886 en adelante.
En 1910, el presidente chileno Pedro Montt falleció en el ejercicio de su cargo en la ciudad alemana de Bremen, donde se encontraba realizando un tratamiento médico. 
Durante la Alemania nazi, cientos de judeoalemanes se refugiaron en Chile escapando del Holocausto. Por otra parte, al término de la Segunda Guerra Mundial, colaboradores del régimen nacional-socialista de Adolf Hitler se ocultaron en Chile con el fin de no ser enjuiciados.
Otros caso de colonización alemana en Chile fue a comienzos de la década de 1960, cuando inmigrantes alemanes fundaron la localidad de Villa Baviera en la comuna de Parral, Provincia de Linares, operando bajo el sistema de enclave y liderados por su jerarca, Paul Schäfer. En 1964, el presidente de la República Federal Alemana, Heinrich Lübke, realizó una visita oficial a Chile, siendo recibido en Santiago por su par chileno, Jorge Alessandri Rodríguez.
Tras el golpe de Estado en Chile de 1973, la República Democrática Alemana recibió a chilenos de ideología marxista en calidad de asilados políticos. Asimismo, Erich Honecker migró a Chile junto a su esposa, Margot Honecker, hasta su fallecimiento.
En enero de 2013 la Canciller federal alemana, Angela Merkel, realizó una visita oficial a Chile, siendo recibida por el presidente Sebastián Piñera en el Palacio de La Moneda. El 12 de junio del 2017 ambos gobiernos suscribieron un memorando de entendimiento para la creación de una comisión mixta germano-chilena para abordar la memoria histórica de Colonia Dignidad. En 2024, durante la visita de Estado del presidente Gabriel Boric a Alemania, se anunció que se comenzaría el proceso de expropiación de una parte de Colonia Dignidad, donde Alemania contribuirá en la construcción del Centro de Archivos y Memoria Histórica, y en la reparación de las víctimas.

## Relaciones económicas, científico-académicas, etc.

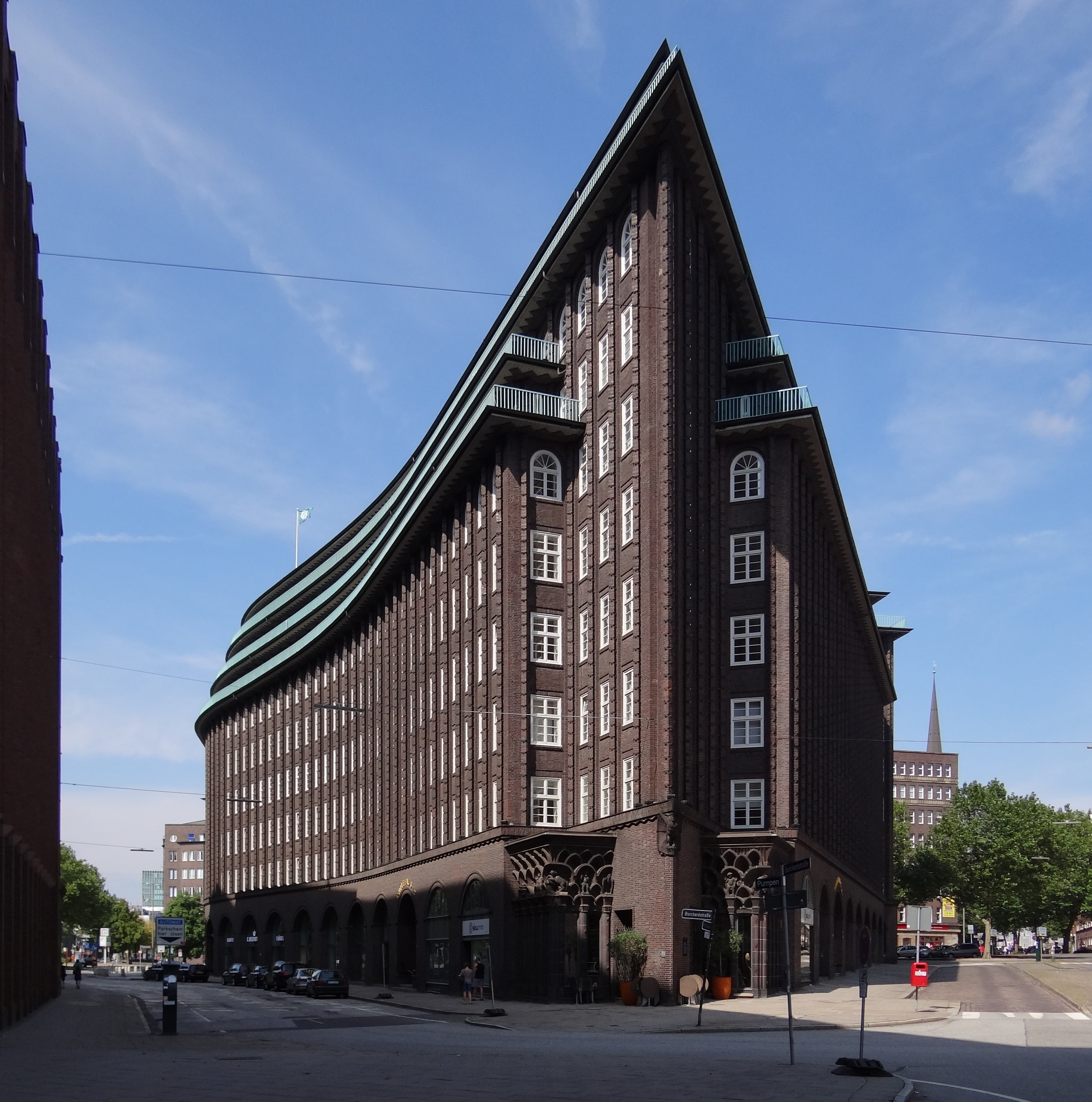
El edificio Chilehaus (Casa de Chile) en Hamburgo.

Alemania y Chile han suscrito numerosos acuerdos de cooperación económica, científico-académica, entre otros ámbitos. Ambos son Estados miembro de la Organización para la Cooperación y el Desarrollo Económicos (OCDE). 
En materia económica, se destaca que por siglos ha existido un flujo regular de mercancías entre los puertos de Hamburgo y Valparaíso. Por otro lado, el año 2002, Chile suscribió un Acuerdo de Asociación Económica (AAE) con la Unión Europea, en la cual Alemania es el principal socio comercial de Chile dentro del bloque regional. Dicho acuerdo entró en vigencia el año 2003. Alemania posee un stock de inversiones en Chile de más de mil millones y tuvo un rol relevante para la negociación que concluyó en la modernización del Acuerdo Marco Avanzado con la Unión Europea. En 2022, el intercambio comercial entre ambos países ascendió a los 3 852 millones de dólares estadounidenses, lo que supuso un -0,4% de crecimiento promedio anual en los últimos cinco años. Los principales productos exportados por Chile fueron cobre, litio y avellanas, mientras que Alemania exportó mayoritariamente grupos electrógenos de energía eólica, medicamentos y tractores.
En materia científico-académica, existen vínculos sobre todo desde el siglo XIX, pudiendo reconocerse hasta la actualidad varias fases de contacto, esto de acuerdo con los diferentes contextos histórico-políticos que han vivido ambas naciones, pudiendo afirmarse que en este ámbito ha prevalecido un interés mutuo. Hechos notables de los contactos chileno-alemanes en materia científico-académica han sido, por ejemplo, la creación en 1885 de la Sociedad Científica Alemana de Santiago y la posterior llegada de docentes germanos al antiguo Instituto Pedagógico de la Universidad de Chile, destacando también la presencia de la Liga Chileno-Alemana, la que desde 1916 hasta hoy ha impulsado diversas iniciativas de carácter cultural, mientras que en la difusión de la lengua alemana ha tenido un papel destacado desde 1952 el antiguo Instituto Chileno-Alemán de Cultura de Santiago, luego sede del Goethe-Institut. Por otro lado, un rol fundamental para los contactos chileno-alemanes en materia educacional ha sido ejercido por varios colegios alemanes establecidos desde el siglo XIX en muchas ciudades de Chile.
En turismo, los alemanes son los turistas procedentes de Europa que en promedio más visitaron Chile durante la última década. Desde que Chile se suscribió al Acuerdo de Schengen, tanto los ciudadanos chilenos y alemanes pueden ingresar de un país al otro sin necesidad de requerir un visado por estancias de hasta 90 días dentro de 180 días, por razones de turismo, negocios, etc.

## Misiones diplomáticas
- Alemania tiene embajada en Santiago y consulados honorarios en Antofagasta, Arica, Concepción, La Serena, Osorno, Puerto Montt, Punta Arenas, Temuco, Valdivia y Viña del Mar.[10]

- Chile tiene una embajada en Berlín y mantiene tres consulados generales en Fráncfort del Meno, Hamburgo y Múnich.[11]

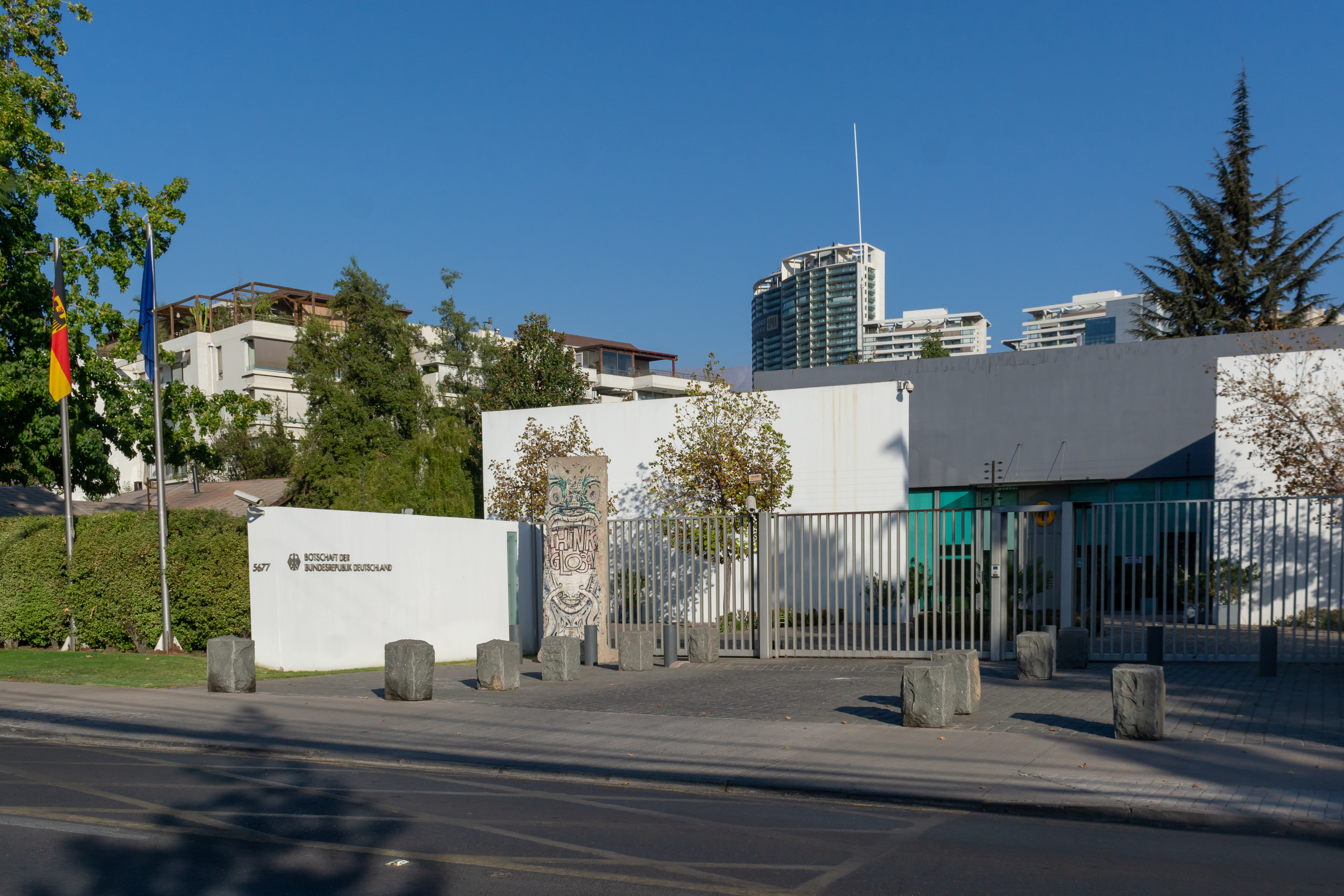
Embajada de Alemania en Santiago de Chile
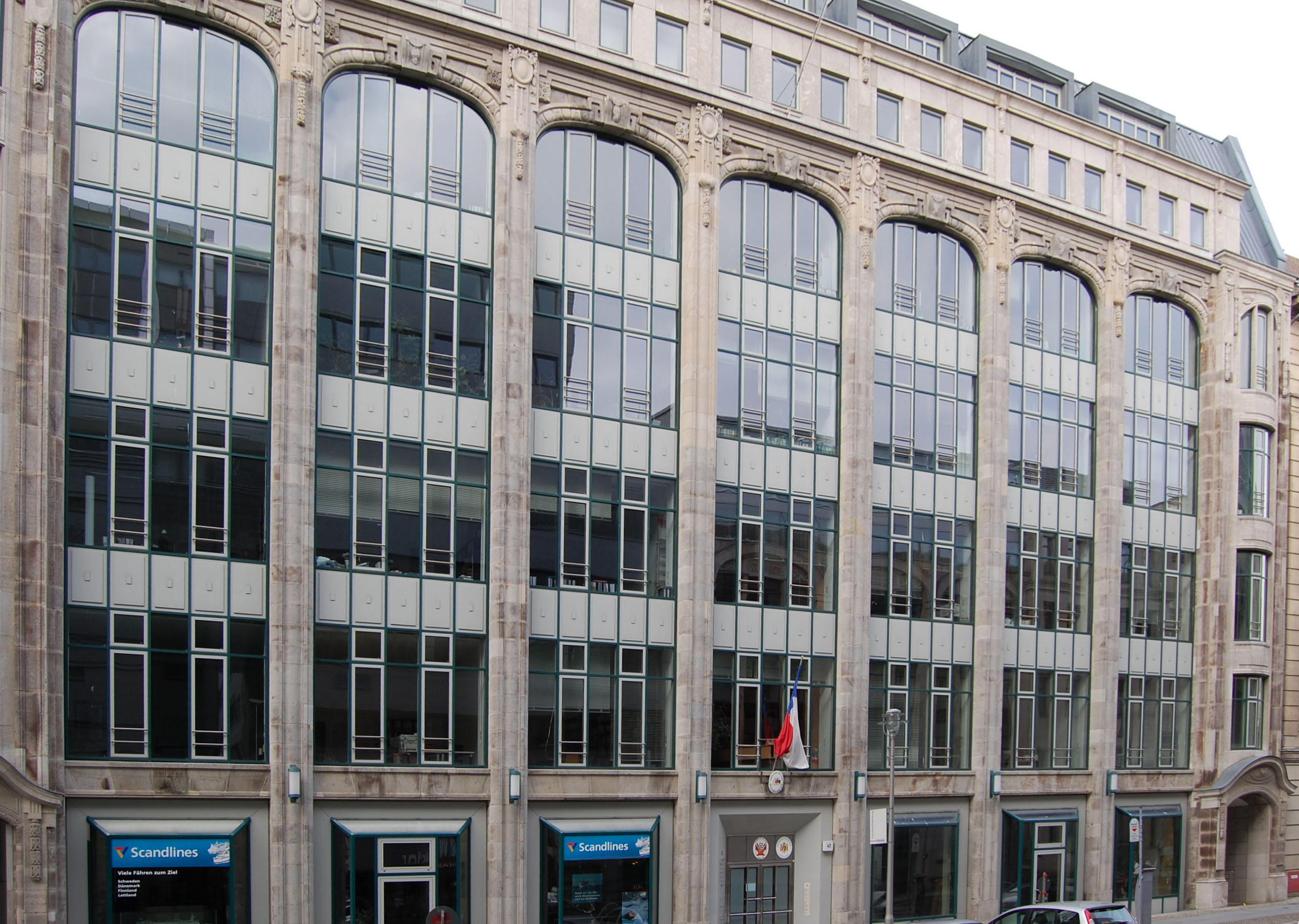
Embajada de Chile en Berlín